# Анетт Ользон
Анетт Інгегерд Ольссон (англ. Anette Ingegerd Olsson, раніше, після першого шлюбу, мала прізвище Блюкерт (англ. Anette Blyckert), більш відома під псевдонімом Анетт Ользон; нар. 21 червня 1971) — шведська співачка, вокалістка симфо-метал-гурту Nightwish з 2006 року. Була обрана з 2000 інших претенденток замість колишньої вокалістки Nightwish Тар'ї Турунен. В минулому була вокалісткою гурту Alyson Avenue.

## Біографія
Анетт виросла в музичній сім'ї і займалася співом з дитинства. З 13 років брала участь у різних конкурсах талантів, в 17 років вступила в свою першу групу. У 21 рік зіграла роль в рок-опері «Gransland», після чого, вступила до балетної академії в Гетерборзі.
Співала в хорах, групах, брала участь у різних проєктах як сесійна вокалістка, одного разу співала на весіллі. За свою кар'єру виконувала музику багатьох жанрів. Якийсь час брала індивідуальні уроки в учителя вокалу в Копенгагенській музичній консерваторії. За потреби бере уроки у приватного викладача.
1 жовтня 2012 залишила гурт Nightwish.
З 2016 входить до складу гурту The Dark Element.

## Дискографія
Студійні альбоми
- Shine (2014)

Міні-альбом
- Vintersjäl / Cold Outside (2016)

Сингли
- «Lies» (2014)
- «Shine» (2015)

### Nightwish
Студійні альбоми
- Dark Passion Play (2007)
- Imaginaerum (2011)

Саундтреки
- Imaginaerum: The Score (2012)

Сингли
- «Eva» (2007)
- «Amaranth» (2007)
- «Bye Bye Beautiful» (2008)
- «The Islander» (2008)
- «Storytime» (2011)
- «The Crow, the Owl and the Dove» (2012)

Міні-альбом, концертні альбоми
- Made in Hong Kong (And in Various Other Places) (2009)

### Alyson Avenue
Студійні альбоми
- Presence of Mind (2000 / перевидання у 2009)
- Omega (2004 / перевидання у 2009 під назвою Omega II)

Сингли
- I Am (Your Pleasuremaker) (2004)

Збірники
- Munich's Hardest Hits
- Melodic Rock
- Fireworks Magazine
- Total Frontfork

### The Dark Element
Студійні альбоми
- The Dark Element (2017)
- Songs the Night Sings (2019)

Сингли
- «The Dark Element» (2017)
- «My Sweet Mystery» (2017)
- «Dead to Me» (2017)
- «The Ghost and the Reaper» (2017)

### Allen/Olzon
Allen/Olzon — співпраця з Расселом Алленом
Студійні альбоми
- Worlds Apart (2020)[4]

Сингли
- «Worlds Apart» (2020)
- «Never Die» (2020)[5]